# María Begoña Yarza
María Begoña Yarza Sáez (Rengo, 20 febbraio 1964) è una politica e medica cilena, dall'11 marzo al 6 settembre 2022 ministra della Salute nel governo di Gabriel Boric.

## Famiglia e studi
Nacque a Rengo il 20 febbraio 1964, la più giovane di tre fratelli, figlia di Ruth Adriana Sáez Parada e Simón Segundo Yarza Celis, quest'ultimo folclorista e politico militante socialista, che servì Rengo come sindaco. Lei visse a Rengo fino al 1974, perché successivamente la famiglia dovette scappare in esilio prima in Argentina e poi a Cuba a causa della dittatura militare. Tornò in Cile nel 1988.
Fece gli studi primari e secondari a Cuba, ed infine quelli superiori nella facoltà di medicina all'Università dell'Avana. Successivamente si laureò come chirurga, rinnovata poi all'Università del Cile nel 1990. Conseguì un diploma in amministrazione pubblica all'Università Adolfo Ibáñez e un master in salute pubblica all'Università Pompeu Fabra nel 2004, e successivamente un dottorato relativo alla medicina.

## Percorso professionale
Dal luglio del 2004 all'agosto 2008 fu vicedirettrice dell'Ospedale San Borja Arrián di Santiago del Cile, mentre dal 2008 al 2009  fu incaricata dell'Unità dei Processi Assistenziali presso il dipartimento ospedaliero del ministero della Salute del Cile.
Allo stesso modo, tra il luglio 2009 e il luglio 2018 fu direttrice dell'Ospedale Dr. Exequiel González Cortés e direttrice del Servizio Sanitario Metropolitano Sud tra il 2010 e il 2011. Fu inoltre, dal 2016, direttrice del comitato accademico della Società Cilena di Qualità Assistenziale e direttrice di qualità e gestione clinica della Clinica Santa Maria di Santiago del Cile.
D'altra parte, dal 1996 al 2009, lavorò come accademica presso la facoltà di medicina dell'Università del Cile, e dal 2009 fu invece accademica presso la facoltà di medicina dell'Università Diego Portales. Fu inoltre una collaboratrice del Collegio Medico del Cile, lavorando nel Dipartimento del Lavoro. Nel 2017, il Collegio Medico cileno le ha conferito il premio al percorso professionale.
È membro della Commissione Nazionale per la Produttività del Ministero dell'Economia, dello Sviluppo e del Turismo del Cile, dove fu consulente nelle relazioni sulla produttività dei padiglioni.

## Percorso politico
Entrò a far parte del Partito Socialista del Cile fino al gennaio 2022. Nel febbraio dello stesso anno, in qualità di indipendente, fu nominata dall'attuale presidente Gabriel Boric titolare del Ministero della Salute, funzione che assunse ufficialmente l'11 marzo dello stesso anno, con l'inizio formale dell'amministrazione.